# Dolmen du Pech (Grammont)

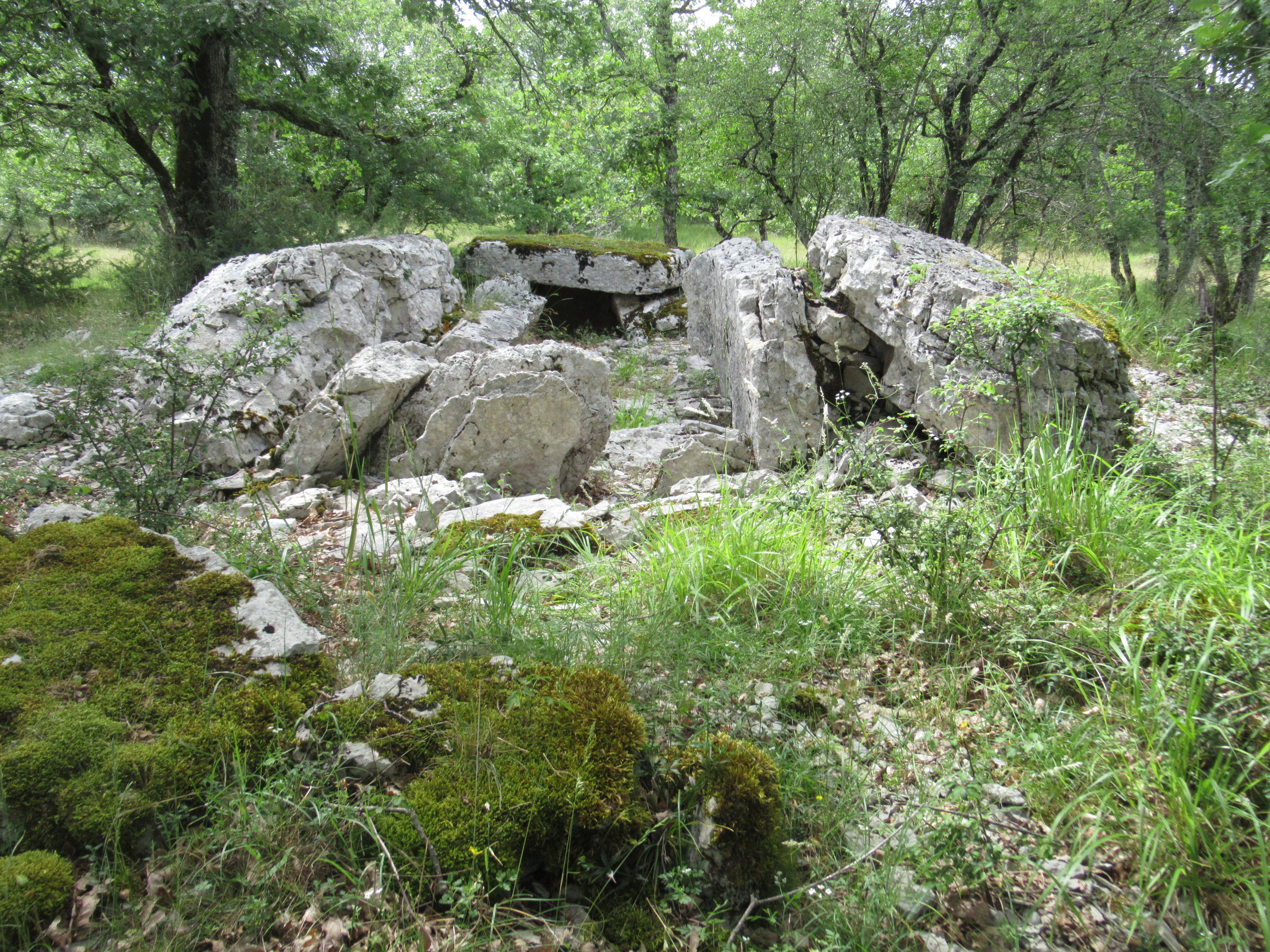
Dolmen du Pech

Der Dolmen du Pech von Grammont ist einer der seltenen Doppeldolmen (französisch Dolmen double) westlich von Gramat im Département Lot in Frankreich. Dolmen ist in Frankreich der Oberbegriff für neolithische Megalithanlagen aller Art (siehe: Französische Nomenklatur).
Die Dolmen, ein kleiner (Petit dolmen; im Westen) und ein größerer (Grand dolmen; im Osten), liegen in einem ovalen Cairn auf einem Bergrücken neben einer Doline. Der zweite Dolmen ist in der Verlängerung des älteren ausgeführt und durch eine Zwischenplatte mit ihm verbunden.
Der rechteckige östliche Dolmen, zunächst in der Mitte des Hügels platziert, hat einen etwa 3,5 m langen 0,5 m dicken, zerbrochenen Deckstein. Er ist der ältere und größere der beiden. Die Kammer hat im Inneren die erste in den Causses gefundene Fensterplatte und eine kleine Steinkiste. Beides sind architektonische Merkmale, die in Quercy einzigartig sind.
Für den Bau des koaxial gelegenen zweiten und kleineren, trapezoiden Dolmens wurde der anfänglich runde Hügel in eine etwa 20,0 Meter lange ovale Form gebracht. Erhalten sind drei bis zu 1,9 m lange Tragsteine und der Rest einer 1,7 m langen Deckenplatte.
Jacques-Antoine Deplon hatte bereits die ursprüngliche Architektur erkannt. Jean Clottes und Michel Carrière bestätigten nach der Ausgrabung von 1968 bis 1969 das Konzept der „Doppeldolmen“, von denen Pech de Gramont die Urform bildet. Die Ausgrabung belegte, dass jede Kammer durch eine niedrige Mauer (rund um die Westkammer, rechteckig um die Ostkammer) umgeben war.
Die Relikte in den beiden Kammern sind unterschiedlich. Es fand sich auch eine Anzahl Scherben neben dem Ostdolmen auf dem Boden an der Basis des Hügels, ein Phänomen das bereits beim Dolmen du Rat beobachtet wurde.
Es gibt eine Anzahl Dolmen mit dem Namen „de Pech oder du Pech“ in Frankreich (Dolmen du pech de la Curado, Dolmen du Pech d'Agaïo, Dolmen pech Plumet, Dolmen de Pech-Lapeyre).
Der Dolmen ist seit 2012 als Monument historique registriert.
Andere Doppeldolmen im Département Lot sind der Dolmen de La Borie Grande und der Dolmen des Igues de Magnagues.